# 괴테아눔

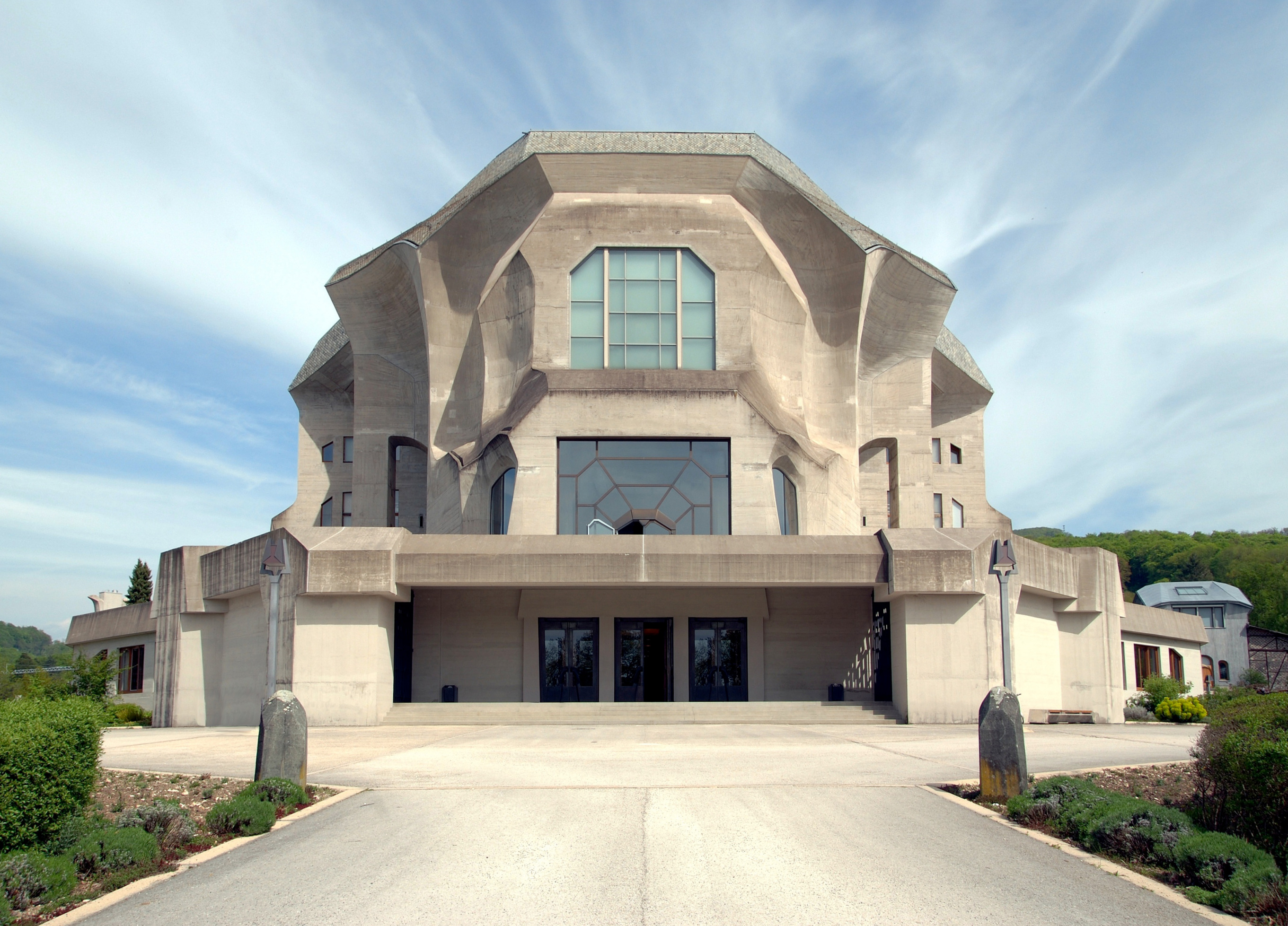

괴테아눔(Goetheanum)은 인지학 운동의 세계적인 중심지이다. 스위스 졸로투른주의 도르나흐에 위치해 있다.
건물은 루돌프 슈타이너가 설계했으며 요한 볼프강 폰 괴테의 이름을 따서 명명되었다. 여기에는 2개의 공연장(1500석), 갤러리 및 강의 공간, 도서관, 서점, 인지학 협회의 행정 공간이 포함되어 있다. 인근 건물에는 사회의 연구 및 교육 시설이 있다. 일반적인 관심 주제에 초점을 맞추거나 교사, 농부, 의사, 치료사 및 기타 전문가를 대상으로 하는 컨퍼런스가 연중 내내 센터에서 열린다.
괴테아눔은 일주일 내내 방문객에게 개방되며 매일 여러 차례 투어를 제공한다.